# 確信犯
確信犯（かくしんはん、独: Überzeugungsverbrechen - Überzeugungs：確信(による) Verbrechen：犯罪）とは、自分の道徳・宗教・政治・経済などの理念を確信して実行される犯罪である。言い換えると、己の信念に基づいて実行される犯罪である。行為者は「確信犯罪者」「確信犯罪人」（der Überzeugungsverbrecher）。ドイツの刑法学者グスタフ・ラートブルフの提唱による法律用語。義賊やテロリズムが代表例である。
現代では、原義から意味が変わり、「悪いことと分かっていながら、わざと行う発言や行為。また、それを行う人」「俗に、トラブルなどを引き起こす結果になると分かっていて、何事かを行うこと。また、その人」「悪いことであると分かっていながらなされる行為・犯罪又はその行為を行う人」という語彙として定着しつつあり、そのように誤用されることが多い。これらの意味で使用する場合、法的には故意、あるいは故意犯の方が近い。

## 概要
確信犯（確信犯罪）とは、「自分が行うことは良心に照らし合わせて正しく、周囲（社会）や政府の命令、議会の立法こそが間違っていると信じて」行った犯罪である。社会正義や良心といった内心の動機部分が確信犯を理解する上で重要である。なお、自由主義を採るどこの国家でも思想・良心の自由（内心の自由）は絶対に保障されているが、それらの実践は、手段によっては許されない。
政治的・宗教的犯罪のみに用いられるものではなく、また他人を攻撃・殺傷したり財物を破壊するなどといった積極行為だけに用いるものでもない。例えば議会法や行政命令に反してホロコーストに協力しない行為、強制収監命令の出された人物（ユダヤ人など）や政治犯の国外逃亡を幇助する行為、あるいは現代的には、科学的根拠に則って、法で禁止された治療行為を行い結果として罪に問われる場合、あるいは積極的安楽死への組織的な関与、法にその旨規定がない場合の良心的兵役拒否などは確信犯に分類される可能性がある。
確信犯人は、自己の行動が現行の法秩序に違反するという自覚を（多くの場合）持ちながらより高い次元の法の理念を実現しようとする点で犯罪動機を抑止する反対動機の形成が期待できず、刑罰の威嚇力や行刑による改善効果が疑問視され既成の法秩序の内部では救済しにくいところに特徴がある。ラートブルフは確信犯人に対しては懲役刑ではなく名誉拘禁をもって処遇することを提唱したのである。一方で確信犯は人格責任において責任非難に論点があること、あるいは名誉拘禁などの処遇差が法律上で生じること、とりわけに政治犯については国際法上逃亡犯罪人の引き渡しに関し、国際慣行として「政治犯人不引渡しの原則」が認められており、確信犯か否かにより法律上の取り扱いが異なる以上、確信犯の概念はラートブルフのように行為者の確信や信念といった主観的動機のみを基本とするのではなく、法的または社会的な観点から客観的に把握すべきであるという批判がある。

## 原義と異なる解釈
日本での「確信犯」という日本語は、1990年（平成2年）頃から一般で広まったが、「道徳的な確信」という要素が脱落して「悪いことであると分かっていながらなされる行為・犯罪」という故意犯罪や常習犯罪の意味で広まっており、そのまま一般化して用いられている。これは誤用なのだが、2002年（平成14年）の『国語に関する世論調査』では、約6割もの人が新しい意味で理解していることがわかっている。新しい意味での使用が増えることで、日常生活において本来の意味で使われることは、さらに減っていくとみられている。
「善意」「悪意」「業務」「社員」など、日常語での意味と法律用語としての意味が異なる事例はいくつかある。「確信犯」をその1つに位置付けることもできよう。

## 違法性の意識、禁止の錯誤について
刑事犯罪論においては、確信犯人に、果たして、違法性の意識（認識）があるのか、また、それには、期待可能性があるのか、が問題とされている。確信犯人には、違法性の意識はない、とする立場もないわけではないが、これに反対する立場からは、確信犯人にも、現在の法秩序には反する、との意識はあるのだ、と説明されている。
ドイツのクリュンペルマンによれば、一定の行為者圏における禁止の錯誤の諸問題、「確信犯人」「良心犯人」は原則として禁止の錯誤におちいって行為しているのでなく、現行法をむしろ非常に正確に認識しており、行為者がある法規範を無価値であると確信している場合、その法規範はより高次の法（たとえば憲法上の基本権（基本法））に違反しているという見解をもっているときに、禁止の錯誤がある、と説明する。

## 補足 - ドイツ語からの翻訳
ドイツ語の Überzeugung には「信念」「信条」の意味がある。中文圏では「信条犯」「信仰犯」といった字句で叙述する論文がみられる。
ラートブルフの文脈でÜberzeugungsverbrecherが登場するのは1923年の論文「確信犯罪者（der Überzeugungsverbrecher）」であり、やがてのちに彼の価値相対主義のなかで確信行為者としてより一般化された。
ラートブルフの作成した刑法草案（1922年）の第71条は「行為者の決定的動機が、道徳上、宗教上又は政治上の信念にもとづき、その行為をなすべき義務ありと思ったという点に存するとき」には、そのような動機から行動に出た者を確信犯人として扱い、一般の不道徳な犯罪人とは異なった取り扱いをするというものであり、これはラートブルフの相対主義的世界観の必然的な帰結の集約であり、今日からみれば古典的な確信犯人の概念と言える。
ラートブルフは1920年から1924年までドイツ社会民主党の議員としてドイツ連邦議会の議員をつとめ1921年から23年にかけてシュトレーゼマン内閣の法務大臣を務め、1923年の刑法改正案において死刑廃止論の重要な根拠の一つとして確信犯罪の論点を提示した。しかしラードブルフの確信行為者の理論そのものは貫徹せず、教育刑や犯罪者の社会的更生の必要性に合意が得られたものであった。
なお、第二次大戦後の1949年にはドイツにおける死刑制度の廃止が実施されているが、ドイツ刑法典に確信行為者の法理は反映されておらず、テロリストは「国家との戦争状態に立っていることを盾に犯罪としてではなく捕虜として扱われることを欲していよう」とも「倫理的に等しい立場に立っている敵対者ではなく1人の低俗な犯罪者」として扱われる。ラートブルフの提示した確信的行動者の問題は、民主主義における内心の自由、良心の自由、思想信条の自由を含み、核心において抵抗権の問題として現代なお未解決の論点である。ラートブルフの抵抗権論はケルゼンとともに宮沢俊義に影響を与えているとされる。
日本語ではÜberzeugungsverbrechenを「確信犯罪」とでも訳すところ「確信犯」が定着している。とくに法律を話題にしていない局面で、故意に酷いことをおこなう人物を非難する成句として用いられる場合がある。犯罪に該当しない行為に対しても確信犯と呼ぶことがある。